# تابستان آب سفید
تابستان آب سفید (به انگلیسی: White Water Summer) فیلمی محصول سال ۱۹۸۷ و به کارگردانی جف بلکنر است. در این فیلم بازیگرانی همچون کوین بیکن، شان آستین، جاناتان وارد، کی. سی مارتل و مت ادلر ایفای نقش کرده‌اند.